# Azurina
Genre
Azurina est un genre de poissons de la famille des Pomacentridae.

## Liste des espèces
Selon FishBase (22 janv. 2017) et World Register of Marine Species (22 janvier 2017) :
- Azurina eupalama Heller & Snodgrass, 1903
- Azurina hirundo Jordan & McGregor in Jordan & Evermann, 1898